# Dolmen del Mas Clamí
Der Dolmen del Mas Clamí ist eine Nord-Süd orientierte rechteckige, allseitig geschlossene zwischen 2200 und 1800 v. Chr. entstandene Steinkiste. Sie liegt in einem gut erhaltenen Rundhügel nordwestlich von Castellterçol in der Comarca Vallès Oriental in der Provinz Barcelona in Katalonien in Spanien.
Die im Hügel stark eingetiefte Kiste besteht an drei Seiten aus je einem Stein, an der Nordwestseite sind es zwei. Die Steine der Langseiten haben Überlänge. Die Steine der kurzen Seiten stehen zwischen den Langseitensteinen sind, bestimmen die innere Breite uns sind leicht einwärts geneigt. Der teilweise abgeschlagene kurze Stein der Eingangsseite wurde von Josep Colominas und lokalen Anhängern ausgegraben. Der reguläre Zugang erfolgte über die Deckenplatte. Weil diese abgenommen wurde, durfte sie nicht zu schwer sein, daher sind katalanische Steinkisten normalerweise nicht sehr groß. Ein gutes Beispiel ist die Cista de Creu de Parròquia.
Die in der Kiste aufgefundenen Knochenreste entsprechen acht Bestattungen. Zwei Anhänger aus Muscheln (Pektiniden), eine teilweise grüne Steinhalskette und drei große weiße Halsketten. Eine dunkle Schale und verschiedene rote und/oder schwarze Fragmente, teils mit Einschnitten, einmal mit Fingerabdrücken und einmal mit Nageldekor.